# ناآرامی آفریقای جنوبی (۲۰۲۱)
ناآرامی آفریقای جنوبی (انگلیسی: 2021 South African unrest) شامل تظاهرات و شورش در آفریقای جنوبی در پاسخ به دستگیری جیکوب زوما، رئیس جمهور سابق، می باشد که از ۹ ژوئیه ۲۰۲۱ آغاز شده است و منجر به غارت و اعتراضات گسترده تر به علت نابرابری اقتصادی و شیوع کرونا و ضعف در واکسیناسیون عمومی شده است. تا ۱۵ ژوئیه منجر به ۱۱۵ کشته و ۲۲۰۳ دستگیری شده است.